# München Flughafen
München Flughafen (niem. Bahnhof München Flughafen) – stacja kolejowa w Oberding, w kraju związkowym Bawaria, w Niemczech, na terenie Portu lotniczego Monachium. Jest to stacja końcowa linii kolejowej München Ost – München Flughafen. Według DB Station&Service ma kategorię 4.

## Historia
Stacja została otwarta 7 marca 1992 – tuż przed otwarciem lotniska 17 maja 1992. Zaczęła kursowanie nowa linia S8 systemu S-Bahn w Monachium. Od 28 listopada 1998 stacja jest obsługiwana przez drugą linię S-Bahn, S1.

## Linie kolejowe
- Linia München Ost – München Flughafen
- Linia Neufahrner Spange

## Połączenia
| Linia | Trasa | Takt   |
| ----- | --- | ------ |
| S1    | Flughafen München – Flughafen Besucherpark – Neufahrn – Eching – Lohhof – Unterschleißheim – Oberschleißheim – Feldmoching – Fasanerie – Moosach – Laim – Hirschgarten – Donnersbergerbrücke – Hackerbrücke – Hauptbahnhof – Karlsplatz (Stachus) – Marienplatz – Isartor – Rosenheimer Platz – Ostbahnhof | 20 min |
| S8    | Herrsching – Seefeld-Hechendorf – Steinebach – Weßling – Neugilching – Gilching-Argelsried – Geisenbrunn – Germering-Unterpfaffenhofen – Harthaus – Freiham – Neuaubing – Westkreuz – Pasing – Laim – Hirschgarten – Donnersbergerbrücke – Hackerbrücke – Hauptbahnhof – Karlsplatz (Stachus) – Marienplatz – Isartor – Rosenheimer Platz – Ostbahnhof – Leuchtenbergring – Daglfing – Englschalking – Johanneskirchen – Unterföhring – Ismaning – Hallbergmoos – Flughafen Besucherpark – Flughafen München | 20 min |